# Tarsius niemitzi
Tarsius niemitzi is een zoogdier uit de familie van de spookdiertjes (Tarsiidae). De wetenschappelijke naam van de soort werd voor het eerst geldig gepubliceerd door Shekelle et al. in 2019.

## Leefgebied
T. niemitzi komt voor op de Togian-eilanden, Indonesië.

## Naamgeving
T. niemitzi is vernoemd naar de evolutiebioloog Carsten Niemitz. 